# Aeroportul Karlovy Vary
Aeroportul Karlovy Vary (IATA: KLV, ICAO: LKKV) este un aeroport din Olšová Vrata⁠(d), Karlovy Vary, Karlovy Vary District⁠(d), Karlovy Vary, Cehia ce deservește zona Karlovy Vary. Aeroportul a fost tranzitat în 2017 de 19.908 pasageri. A fost deschis în 1927 și numit după zona deservită.
Situat la o altitudine de 606 m, aeroportul dispune de 2 piste. Este operat de Letiště Karlovy Vary⁠(d).

## Infrastructură

### Piste
Aeroportul dispune de 2 piste. Pista are orientarea 11/29.Pista are orientarea 12/30.